# Фонте Нуова (Пескара)
Фонте Нуова (итал. Fonte Nuova) је насеље у Италији у округу Пескара, региону Абруцо.
Према процени из 2011. у насељу је живело 28 становника. Насеље се налази на надморској висини од 164 м.